# Keratoisis japonica
Keratoisis japonica är en korallart som beskrevs av Studer 1878. Keratoisis japonica ingår i släktet Keratoisis och familjen Isididae. Inga underarter finns listade i Catalogue of Life.